# Harwich, Massachusetts
Harwich är en kommun (town) på halvön Cape Cod i Barnstable County i delstaten Massachusetts, USA med cirka 5 471 invånare (2000). Den har enligt United States Census Bureau en area på 85,9 km² varav 31,4 km² är vatten.